# Jerónimo Martins
Jerónimo Martins SGPS SA (JM) er en portugisisk fødevare- og detailhandelskoncern, der primært har dagligvarehandel og specialforretninger. De har over 4.900 butikker i Portugal, Polen og Colombia. I 2021 havde de en omsætning på 20,889 mia. euro og 123.458 ansatte.
De driver Pingo Doce supermarkeds- og hypermarkedskæden i Portugal igennem JMR, som er et joint venture med Ahold Delhaize siden 1982.
Jerónimo Martins ejer Jeronymo kaffebarer og Hussel chokolade- og konfekturebutikker.